# Virgilio Canio Corbo
Virgilio Canio Corbo (n. 8 iulie 1918, Avigliano, Basilicata, Italia – d. 6 decembrie 1991, Capernaum, Districtul de Nord, Israel) a fost călugăr franciscan italian și profesor de arheologie la Studium Biblicum Franciscanum din Ierusalim.

## Biografie
Virgilio Canio Corbo s-a născut în Avigliano, Italia, pe 8 iulie 1918.  La vârsta de zece ani, el a intrat în seminarul franciscan minor  Custodia Terra Santa (CTS). A fost hirotonit preot la Betleem în 1942. Din 1946 până în 1949 a studiat la Institutul Pontifical Oriental din Roma, unde a obținut un doctorat în științe orientale. (Teza sa, Săpăturile lui Kh. Siyar El-Ghanam (Câmpul Păstorului) și mănăstirile din jur, a fost publicată în 1955.)

## Lucrări
- Archaeological research at the Mount of Olives (1965)
- The Capernaum synagogue after the excavations in 1969 (1970)
- The house of Saint Peter at Capharnaum (1972)
- Capernaum I (1975)